# Joey Negro
Joey Negro er en techno/dance producer, DJ og remixer fra Storbritannien.